# Xystrocera cyanicollis
Xystrocera cyanicollis là một loài bọ cánh cứng trong họ Cerambycidae.